# Wereldkampioenschappen judo 1987
De wereldkampioenschappen judo 1987 was de 14e editie van de wereldkampioenschappen judo en werd gehouden in het toenmalige West-Duitsland, in de stad Essen, van 19 tot 22 november 1987. Het was het eerste kampioenschap waarbij zowel mannen als vrouwen deelnamen aan de competitie. Tot 1986 werden de kampioenschappen voor mannen en vrouwen apart van elkaar gehouden in afwisselende jaren. 

## Deelnemers

### Nederland
Mannen
– 60 kg — Geen deelnemer
– 65 kg — Geen deelnemer
– 71 kg — Geen deelnemer
– 78 kg — Rob Henneveld
– 86 kg — Ben Spijkers
– 95 kg — Theo Meijer
+ 95 kg — Hans Buiting
Open klasse — Willy Wilhelm
Vrouwen
–48 kg — Jessica Gal
–52 kg — Véronique Akkermans
–56 kg — Jenny Gal
–61 kg — Chita Gross
–66 kg — Chantal Han
–72 kg — Irene de Kok
+72 kg — Angelique Seriese
Open klasse — Irene de Kok

## Resultaten

### Mannen
| Gewichtsklasse | Goud              | Zilver          | Brons                        |
| -------------- | ----------------- | --------------- | ---------------------------- |
| – 60 kg        | Kim Jae-yup       | Shinji Hosokawa | Kevin Asano Patrick Roux     |
| – 65 kg        | Yosuke Yamamoto   | Yury Sokolov    | Tamas Bujko Janusz Pawłowski |
| – 71 kg        | Mike Swain        | Marc Alexandre  | Kerrith Brown Toshihiko Koga |
| – 78 kg        | Hirotaka Okada    | Bachir Varayev] | Lee Koai-Hwa Waldemar Legień |
| – 86 kg        | Fabien Canu       | Pak Jong-Chol   | Masao Murata Densign White   |
| – 95 kg        | Hitoshi Sugai     | Theo Meijer     | Ha Hyoung-zoo Aurélio Miguel |
| + 95 kg        | Gregori Veritchev | Mohamed Rashwan | Jochen Plate Xu Guoqing      |
| Open           | Naoya Ogawa       | Elvis Gordon    | Jorge Fis Castro Henry Stöhr |

### Vrouwen
| Onderdeel | Goud                | Zilver           | Brons                                |
| --------- | ------------------- | ---------------- | ------------------------------------ |
| – 48 kg   | Li Zhongyun         | Fumiko Esaki     | Chou Yu-Ping Jessica Gal             |
| – 52 kg   | Sharon Rendle       | Kaori Yamaguchi  | Dominique Brun Alessandra Giungi     |
| – 56 kg   | Catherine Arnaud    | Suzanne Williams | Ann Hughes Regina Philips            |
| – 61 kg   | Diane Bell          | Lynn Roethke     | Noriko Mochida Boguslawa Olechnowisz |
| – 66 kg   | Alexandra Schreiber | Brigitte Deydier | Roswitha Hartl Hikari Sasaki         |
| – 72 kg   | Irene de Kok        | Ingrid Berghmans | Barbara Classen Yoko Tanabe          |
| + 72 kg   | Gao Fenglian        | Regina Sigmund   | Margaret Castro Angelique Seriese    |
| Open      | Gao Fenglian        | Ingrid Berghmans | Karin Kutz Isabelle Paque            |

## Medaillespiegel
| Plaats | Land                           | Goud | Zilver | Brons | Totaal |
| 1      | Japan                          | 4    | 3      | 5     | 12     |
| 2      | China                          | 3    | 0      | 1     | 4      |
| 3      | Frankrijk                      | 2    | 2      | 3     | 7      |
| 4      | Verenigd Koninkrijk            | 2    | 1      | 3     | 6      |
| 5      | Sovjet-Unie                    | 1    | 2      | 0     | 3      |
| 6      | West-Duitsland                 | 1    | 1      | 4     | 6      |
| 7      | Verenigde Staten               | 1    | 1      | 2     | 4      |
| 7      | Nederland                      | 1    | 1      | 2     | 4      |
| 9      | Zuid-Korea                     | 1    | 0      | 2     | 3      |
| 10     | België                         | 0    | 2      | 0     | 2      |
| 11     | Oostenrijk                     | 0    | 1      | 1     | 2      |
| 12     | Noord-Korea                    | 0    | 1      | 0     | 1      |
| 12     | Egypte                         | 0    | 1      | 0     | 1      |
| 14     | Polen                          | 0    | 0      | 3     | 3      |
| 15     | Hongarije                      | 0    | 0      | 1     | 1      |
| 15     | Brazilië                       | 0    | 0      | 1     | 1      |
| 15     | Cuba                           | 0    | 0      | 1     | 1      |
| 15     | Duitse Democratische Republiek | 0    | 0      | 1     | 1      |
| 15     | Italië                         | 0    | 0      | 1     | 1      |
| 15     | Chinees Taipei                 | 0    | 0      | 1     | 1      |
| Totaal | Totaal                         | 16   | 16     | 32    | 64     |